# Уберив
Уберив (фр. Aubérive) насеље је и општина у североисточној Француској у региону Шампањ-Арден, у департману Марна која припада префектури Ремс.
По подацима из 2011. године у општини је живело 230 становника, а густина насељености је износила 8,36 становника/km². Општина се простире на површини од 27,5 km². Налази се на средњој надморској висини од 113 метара.

## Демографија
| 1962. | 1968. | 1975. | 1982. | 1990. | 1999. | 2011. |
| ----- | ----- | ----- | ----- | ----- | ----- | ----- |
| 205   | 203   | 175   | 156   | 157   | 182   | 230   |

График промене броја становника у току последњих година